# Vietnamesiska båtflyktingar

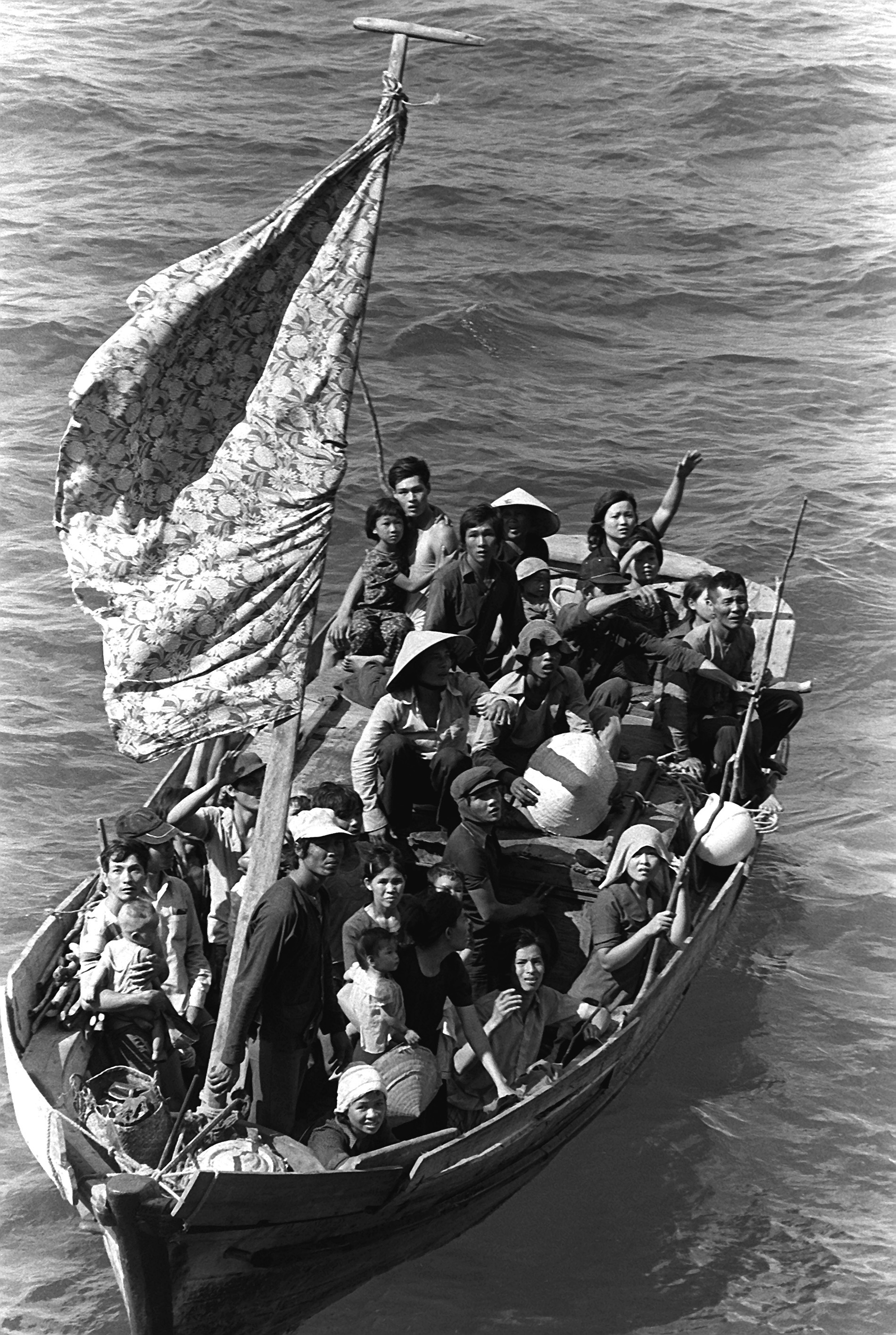
Vietnamesiska båtflyktingar på väg att undsättas.

Vietnamesiska båtflyktingar var de flyktingar som flydde Vietnam sjövägen efter Vietnamkriget, i synnerhet under 1978 och 1979. Ibland används termen för alla de ungefär två miljoner människor som flydde från Vietnam 1975–1995 oavsett flyktväg.
Antalet båtflyktingar som kom fram till andra länder var nästan 800 000 mellan 1975 och 1995. Hur många som inte överlevde resan är okänt. Flyktingarna tog sig till länder i Sydostasien som Malaysia, Indonesien, Thailand, Filippinerna, Singapore och den brittiska kolonin Hongkong. De hundratusentals som flydde Vietnam under 1978 och 1979 orsakade en internationell humanitär kris då länderna i Sydostasien blev allt mer ovilliga att ta emot flyktingarna.  Efter en internationell konferens 1979 förband sig Vietnam att begränsa antalet människor som lämnade landet. Länderna i Sydostasien skulle ta emot flyktingarna tillfälligt, medan resten av världen, i synnerhet de utvecklade länderna, skulle stå för kostnaderna och permanent ta emot flyktingarna.
Mer än hälften av flyktingarna hamnade i USA, de flesta andra i Frankrike, Kanada, Australien, Tyskland och Storbritannien. Sverige tog emot cirka 5 000, Finland 100. Tiotusentals skickades tillbaka till Vietnam, frivilligt eller ofrivilligt.

## Bakgrund

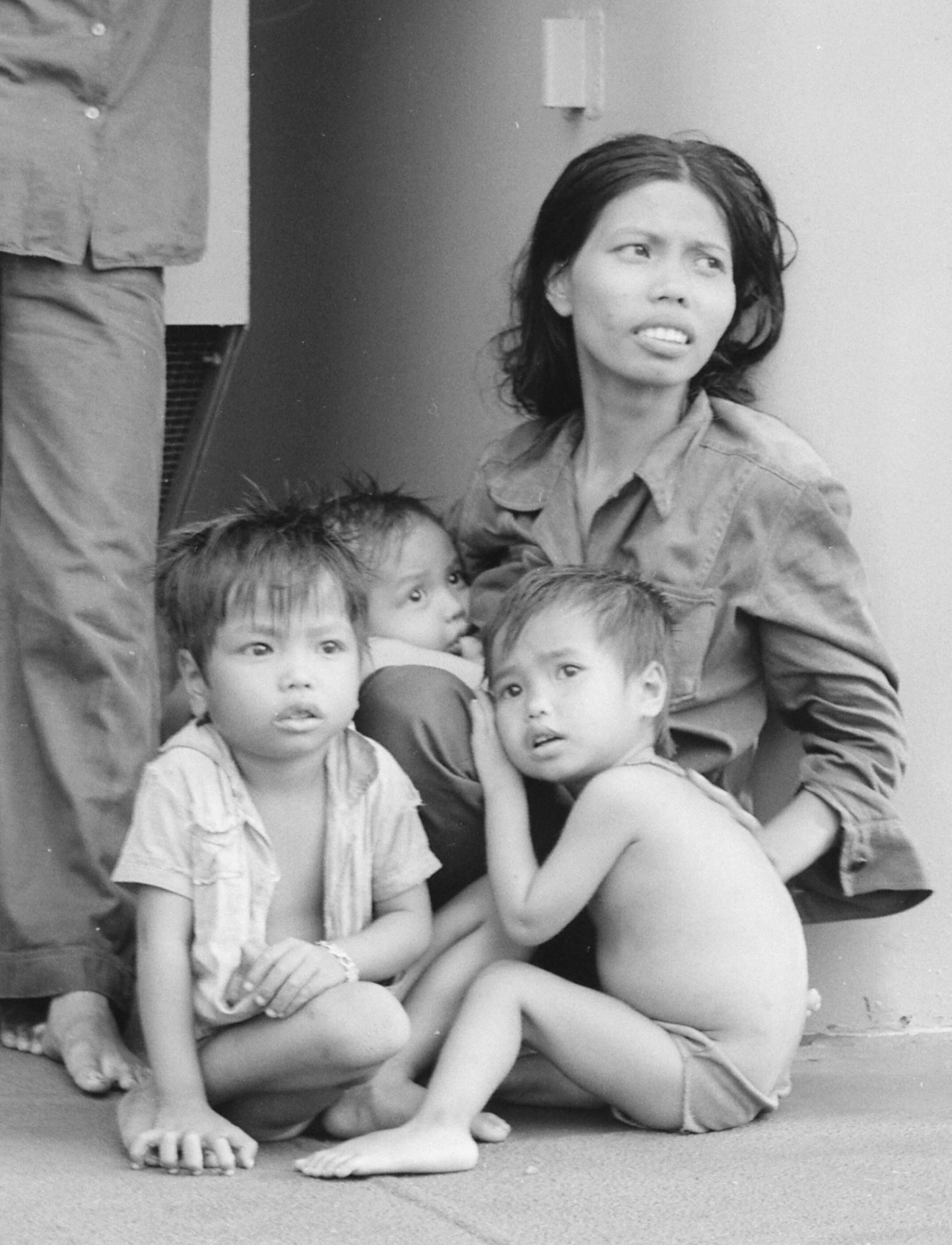
En familj båtflyktingar som räddats av ett amerikanskt örlogsfartyg.

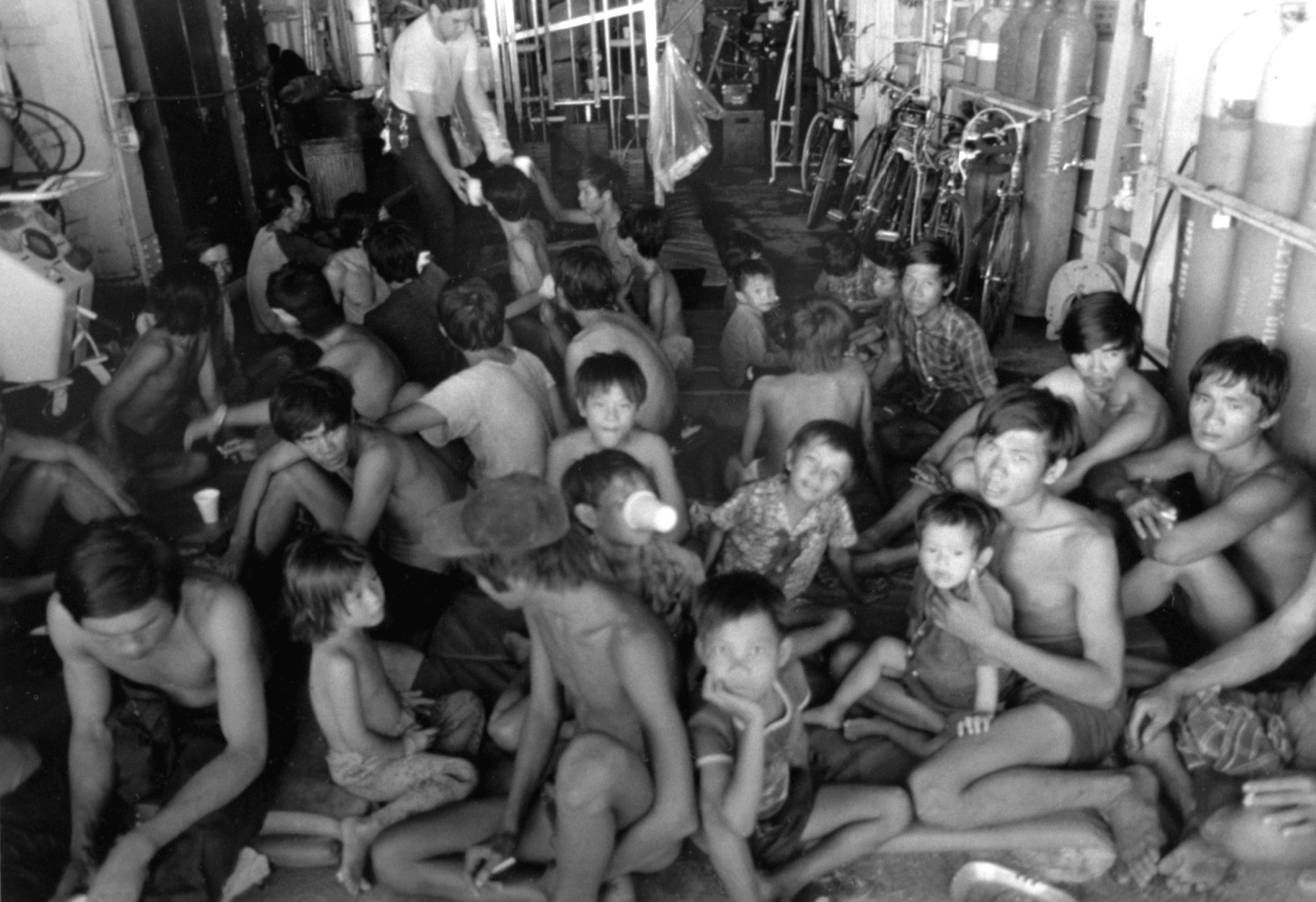
Räddade båtflyktingar får vatten.

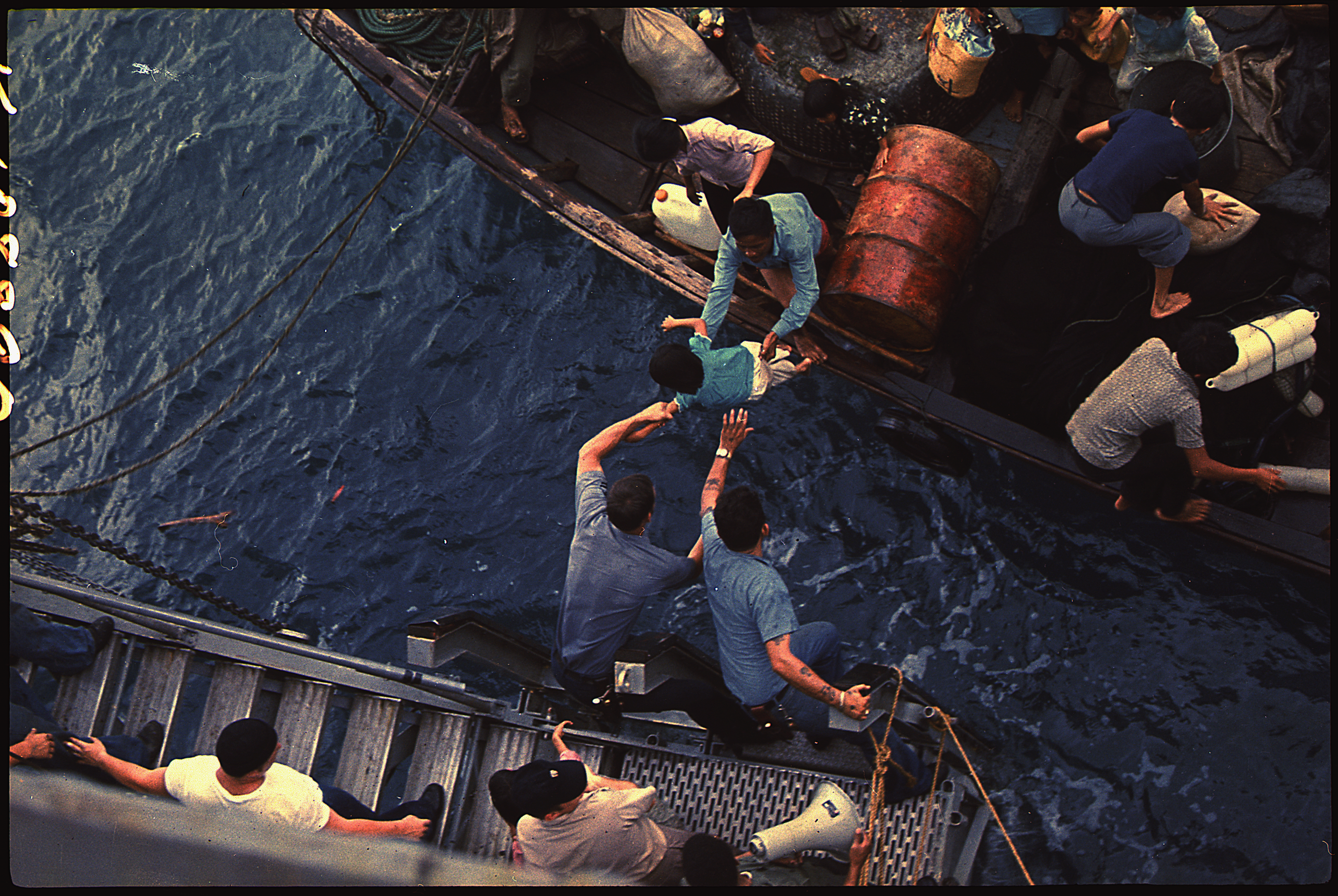
Sydkinesiska sjön - besättningsmedlemmar på USS Durham (LKA-114) räddar flyktingar, april 1975

Vietnamkriget slutade 30 april 1975 då Saigon föll till Nordvietnams armé. Mer än 130 000 vietnameser som var lojala mot USA eller Sydvietnams regim evakuerades av USA. De flesta flyttade till USA.  Under 1975 tog kommunisterna över även i Kambodja och Laos, vilket skapade flyktingströmmar från alla tre länderna.
Efter evakueringen av Saigon var det ganska få vietnameser som lämnade landet fram till 1978. Att antalet flyktingar ökade berodde på att förtrycket i Vietnam hårdnade. En miljon människor, mestadels de som haft samröre med Sydvietnams regim, skickades till fångläger, ofta i flera år. Ytterligare en miljon människor, mest stadsbor, bosatte sig "frivilligt" i "nya ekonomiska zoner" där de förväntades överleva genom att röja ny jordbruksmark i djungeln.  Vietnams regering avrättade omkring 100 000 människor utan rättegång mellan 1975 och 1985.
Förtrycket var särskilt hårt mot Hoa-folket, Vietnams etniskt kinesiska befolkning.

## Svensk politisk respons
Den amerikanska regeringen förhörde sig 1975 hos den svenska regeringen om möjligheterna för Sverige att ta emot vietnamesiska flyktingar. Dåvarande utrikesminister Sven Andersson svarade att skulle innebära svårigheter för Sverige att ta emot större antal vietnamesiska flyktingar eftersom det kunde innebära besvärliga svårigheter i den allmänna opinionen, i synnerhet vad gäller yngre svenskar "med vissa åsikter".
Senare år 1975 svarade det ansvariga statsrådet Anna-Greta Leijon på frågan i kammaren om mottagande av båtflyktingar att regeringen på hittills känd information inte fann det befogat att ta emot båtflyktingar till Sverige. Leijon jämförde med situationen i Chile efter kuppen 1973 där situationen enligt henne varit "mer akut". Hon nämnde också att det inte fanns flyktingläger för Sverige att överföra flyktingar från.
1978 rapporterades Sven Hirdman (vid tillfället byråchef på UD) ha sagt att sydostasiatiska flyktingar skulle ha särskilda svårigheter att anpassa sig till livet i Sverige "på grund av klimat och temperament" och att Sverige föredrog att fylla sin flyktingkvot med latinamerikanska flyktingar istället.
I februari 1979 diskuterade det ansvariga statsrådet Hans Blix och riksdagsledamoten Bertil Måbrink Sveriges roll i att ta emot båtflyktingar. Måbrink framhöll att kriget och lidandet i Vietnam var USA:s och Frankrikes ansvar och att Sverige borde förmå USA och Frankrike att ta emot flyktingarna. Måbrink framhöll också att flyktingarna var förmögna, "med guldtackor och tusentals amerikanska dollar", att majoriteten av dem var "överlöpare", att de i Vietnam inte riskerade "mord, tortyr och politisk förföljelse" och att Sverige genom att ta emot de vid tillfället överenskomna 250 flyktingarna skulle göra dem en stor otjänst eftersom de skulle få svårt att utöva sin religion i Sverige. Dessutom befarade han att dessa flyktingar skulle försvåra att ta emot fler flyktingar från Latinamerika. Blix svarade att han inte trodde det skulle finnas några överlöpare bland de flyktingar Sverige skulle ta emot eftersom "här ske[dde] en noggrann uttagning".